# Protocolo (ciência)
- Commons

Na pesquisa em ciências naturais e sociais, um protocolo é mais comumente um método processual predefinido no design e implementação de um experimento. Os protocolos são criados sempre que é desejável padronizar um método laboratorial para garantir a replicação bem-sucedida dos resultados por outros no mesmo laboratório ou por outros laboratórios.   Além disso, e por extensão, os protocolos têm a vantagem de facilitar a avaliação dos resultados experimentais através da revisão por pares .  Além dos procedimentos detalhados, equipamentos e instrumentos, os protocolos também devem conter os objetivos do estudo, o raciocínio para o desenho experimental, o raciocínio para a definição do tamanho amostral, as precauções de segurança e como os resultados foram calculados e relatados, incluindo análises estatísticas e quaisquer regras para predefinir e documentar dados excluídos para evitar viés. 
Da mesma forma, um protocolo pode se referir aos métodos de procedimento de organizações de saúde, laboratórios comerciais, fábricas, etc. para garantir que suas atividades (por exemplo, exames de sangue em um hospital e testes de materiais de referência certificados em um laboratório de calibração) sejam consistentes com um padrão específico, incentivando o uso seguro e resultados precisos.   
Finalmente, no campo das ciências sociais, um protocolo também pode se referir a um "registro descritivo" de eventos observados   durante ou imediatamente após uma atividade (por exemplo, como uma criança reage a certos estímulos ou como os gorilas se comportam no habitat natural) para melhor identificar "padrões consistentes e relações de causa e efeito".   Esses protocolos podem assumir a forma de diários manuscritos ou mídia documentada eletronicamente, incluindo registros em vídeo e áudio.  

## Protocolo de experimento e estudo
Vários campos da ciência, como ciências ambientais e pesquisa clínica, exigem o trabalho coordenado e padronizado de muitos participantes. Além disso, qualquer teste ou experimento laboratorial associado deve ser feito de uma forma que seja eticamente correta e os resultados possam ser replicados por outros usando os mesmos métodos e equipamentos. Por isso, são necessários testes rigorosos e protocolos experimentais. Na verdade, esses protocolos predefinidos são um componente essencial dos regulamentos de Boas Práticas de Laboratório (BPL)  e Boas Práticas Clínicas (BPC)   . Protocolos escritos para uso por um laboratório específico podem incorporar ou fazer referência a procedimentos operacionais padrão (POP) que regem as práticas gerais exigidas pelo laboratório. Um protocolo também pode fazer referência a leis e regulamentos aplicáveis aos procedimentos descritos. Os protocolos formais normalmente requerem a aprovação de um ou mais indivíduos — incluindo, por exemplo, um chefe de laboratório, um coordenador de estudo  e/ou um comitê de ética independente  (p12)—antes de serem implementados para uso geral. Protocolos claramente definidos também são exigidos pela pesquisa financiada pelos Institutos Nacionais de Saúde dos Estados Unidos . 
Em um ensaio clínico, o protocolo é cuidadosamente projetado para proteger a saúde dos participantes, bem como responder a perguntas específicas da pesquisa. Um protocolo descreve quais tipos de pessoas podem participar do estudo; o cronograma de testes, procedimentos, medicamentos e dosagens; e a duração do estudo. Durante um ensaio clínico, os participantes que seguem um protocolo são observados regularmente pela equipe de pesquisa para monitorar sua saúde e determinar a segurança e a eficácia de seu tratamento.   Desde 1996, espera-se que os ensaios clínicos realizados estejam em conformidade e relatem as informações exigidas na Declaração CONSORT, que fornece uma estrutura para a concepção e relato de protocolos.  Embora adaptadas à saúde e à medicina, as ideias da declaração CONSORT são amplamente aplicáveis a outros campos onde a pesquisa experimental é usada.
.Os protocolos geralmente abordam:   
- segurança : As precauções de segurança são uma adição valiosa a um protocolo e podem variar desde a exigência de óculos de proteção até disposições para contenção de micróbios, riscos ambientais, substâncias tóxicas e solventes voláteis. Contingências processuais em caso de acidente podem ser incluídas em um protocolo ou em um POP referenciado.
- procedimentos : as informações de procedimentos podem incluir não apenas procedimentos de segurança, mas também procedimentos para evitar contaminação, calibração de equipamentos, testes de equipamentos, documentação e todas as outras questões relevantes. Esses protocolos processuais podem ser usados por céticos para invalidar quaisquer resultados alegados se falhas forem encontradas.
- equipamento usado : os testes e a documentação do equipamento incluem todas as especificações, calibrações, faixas de operação, etc. necessários. Fatores ambientais como temperatura, umidade, pressão barométrica e outros fatores podem frequentemente ter efeitos nos resultados. Documentar esses fatores deve fazer parte de qualquer bom procedimento.
- relatórios : Um protocolo pode especificar requisitos de relatórios. Os requisitos de relatórios incluiriam todos os elementos do design e protocolos dos experimentos e quaisquer fatores ambientais ou limitações mecânicas que pudessem afetar a validade dos resultados.
- cálculos e estatísticas : Protocolos para métodos que produzem resultados numéricos geralmente incluem fórmulas detalhadas para cálculo de resultados. Uma fórmula também pode ser incluída para preparação de reagentes e outras soluções necessárias para o trabalho. Métodos de análise estatística podem ser incluídos para orientar a interpretação dos dados.
- viés : Muitos protocolos incluem disposições para evitar viés na interpretação dos resultados. O erro de aproximação é comum a todas as medições. Esses erros podem ser erros absolutos devido a limitações do equipamento ou erros de propagação de números aproximados usados em cálculos. O viés da amostra é o mais comum e, às vezes, o mais difícil de quantificar. Os estatísticos geralmente fazem grandes esforços para garantir que a amostra usada seja representativa. Por exemplo, pesquisas políticas são melhores quando restritas a prováveis eleitores e esta é uma das razões pelas quais pesquisas na web não podem ser consideradas científicas. O tamanho da amostra é outro conceito importante e pode levar a dados tendenciosos simplesmente devido a um evento improvável. Um tamanho de amostra de 10, ou seja, entrevistar 10 pessoas, raramente dará resultados de pesquisa válidos. Desvio padrão e variância são conceitos usados para quantificar a provável relevância de um determinado tamanho de amostra . O efeito placebo e o viés do observador muitas vezes exigem o cegamento dos pacientes e dos pesquisadores, bem como de um grupo controle . [11] [15]

### Protocolos cegos
Um protocolo pode exigir cegamento para evitar viés.   Um teste cego pode ser imposto a qualquer participante de um experimento, incluindo sujeitos, pesquisadores, técnicos, analistas de dados e avaliadores. Em alguns casos, embora o cegamento seja útil, é impossível ou antiético. Um bom protocolo clínico garante que o cegamento seja tão eficaz quanto possível dentro de restrições éticas e práticas. 
Durante o curso de um experimento, um participante se torna não cego se ele deduzir ou de alguma outra forma obtiver informações que foram ocultadas para ele. A revelação que ocorre antes da conclusão de um estudo é uma fonte de erro experimental, pois o viés que tinha sido eliminado pela revelação é reintroduzido. A revelação deve ser medida e relatada. 
Um experimentador pode ter liberdade para definir procedimentos para cegamento e controles, mas pode ser obrigado a justificar essas escolhas quando os resultados forem publicados ou enviados a uma agência reguladora.